# Екатерина I
Екатерина I Алексеевна (на руски: Екатерина I Алексеевна), родена под името Марта Елена Скавронска, е втората съпруга на Петър I Велики и императрица на Русия от 1725 до 1727 г. Тя е първата жена, управлявала като монарх Русия.

## Ранно детство
Животът на Екатерина I, както казва Волтер, е изключителен, почти колкото на самия Петър Велики. Няма официални документи, които да разкриват истинския ѝ произход. Смята се, че е родом от селцето Шчечин (днешна Полша), въпреки че Германия претендира за това Екатерина да е с немски корени. В онзи период от време, този район е бил част от немската империя.
Екатерина (първоначално е наричана „Марта Скавронска“) е дъщеря на Самуил Скавронски. Баща ѝ е литовски гражданин от полски произход, по всяка вероятност католик. Самуил сключва брак с Доротея Хан в Йекабпилс през 1680 г. Майка ѝ е известна като Елизабет Мориц, а за баща ѝ се предполага, че е бил шведски офицер. Някои източници посочват, че баща ѝ е работил като гробар. Родителите на Екатерина умират от чума около 1689 г., оставяйки пет деца. Леля ѝ поема грижата за нея и я изпраща в Мариенбург (дн. Алуксне, близо до границата с Естония и Русия), където 3-годишната Екатерина е била приета от Йохан Ернст Глюк, лютерански пастор и преподавател (първият, който превежда Библията на латвийски език). Там тя работи като прислужница, при което никакви усилия не са положени, за да я научат да чете и пише. Така тя остава неграмотна до края на живота си.
Екатерина е била много красива девойка. На седемнадесет години, тя се омъжва за Йохан, който е от шведски произход. С него тя прекарва осем дни през 1702 г., по време на оттеглянето на шведските войски от Мариенбург. Когато руските войски превземат Мариенбург, на пастор Глюк му е предложено да работи като преводач и така фелдмаршал Борис Шереметев го отвежда в Москва. Съществуват недоказани истории, в които Екатерина се е считало, че имала интимни отношения с генерал Адолф Рудолф Бауер, но никога с точност няма да може да се каже дали всъщност е имало нещо повече между тях.
След време тя става част от прислугата на княз Александър Меншиков, който е най-добрият приятел на Петър Велики. В друга не малко обсъждана хипотеза, се предполага, че между Екатерина и Александър Меншиков е имало нещо повече, макар че Меншиков вече е бил сгоден за Даря Аресениева, бъдещата му съпруга. През 1703 г., по време на посещението си в дома на Меншиков, Петър Велики се запознава с Екатерина, и не след дълго любовта помежду им пламва. През 1705 г. тя се превръща в православна християнка и променя името си на Екатерина Алексеевна. Екатерина и Даря придружават Петър и Меншиков при всяко едно тяхно военно посещение.

## Семеен живот
Екатерина и Петър I сключват таен брак през 1707 г. Имат девет деца, от които само две доживяват до зряла възраст, Елисавета (* 1709 г.) и Анна (* 1708 г.). През 1703 г. Петър премества столицата в Санкт Петербург. Докато градът се строи той живеел в дървена къща с Екатерина, където задълженията им били разделени по равно, като по всичко личало, че те живеели като една обикновена двойка. В живота на Петър връзката му с Екатерина била едно от най-значимите неща и немалък брой писма демонстрират силната привързаност помежду им. Като човек тя е била доста енергична, състрадателна, чаровна и винаги весела, притежавала харизмата да успокоява Петър в честите му избухвания.
Екатерина съпътства Петър Велики по време на Прутската война през 1711 г. Там Екатерина „спасява“ Петър и империята му, както казва Волтер в книгата си „Петър Велики“. Заобиколена от множество турски войски, тя предлага преди да се предадат да се съберат всички нейни бижута, както и тези на другите жени, в опит чрез тях да бъде подкупен великия везир Балтачи Мехмед паша в замяна да получат право на отстъпление. Балтачи позволил отстъплението, дали мотивиран от подкупа или от съображения, свързани с бъдещото развитие на търговско-дипломатическите отношения, не е ясно. Петър се венчава за Екатерина втори път (този път официално) в катедралата „Свети Исаак“ в Санкт Петербург на 9 февруари 1712 г. Екатерина е втората съпруга на Петър, тъй като преди това той е бил женен и за Евдокия Лопухина, която му ражда Алексей Петрович. След сватбата им, Екатерина наследява титлата царица. Когато Петър превръща Руското царство в империя, Екатерина става императрица. Орденът „Света Екатерина“ е създаден от Петър по случай тяхната сватба.
След смъртта на Петър, Екатерина открива четиримата си братя и сестри, Кристин, Анна, Карл и Теодор, като ги провъзгласява с новите титли: граф и графиня, и ги настанява в Русия. Кристин Сковронска е преименувана на Кристина Самуиловна Сковронска (1687 – 14 април 1729 г.), омъжва се за Симон-Хайнрих (1672 – 1728) и поставят началото на руския благороднически род Хендриков. Анна Сковронска приема името Анна Самуиловна Сковронска, като сключва брак с Михаил-Йоахим и техни наследници са графовете Ефимовски. Карел Сковронски, се преименува на Карел Самуилович Скавронски и се жени за Мария Ивановна. Теодор Сковронски, е преименуван на Фьодор Самуилович Скавронски (бил е женен два пъти).

## Потомци
| Име                | Раждане           | Смърт          | Бележки                                                                                       |
| ------------------ | ----------------- | -------------- | --------------------------------------------------------------------------------------------- |
| Анна Петровна      | 7 февруари 1708   | 15 май 1728    | женена през 1725 за Карл Фридрих, херцог на Холщайн-Готорп; има деца                          |
| Елисавета Петровна | 29 декември 1709  | 5 януари 1762  | императрица на Русия; според някои сведения женена през 1742 за Алексей Разумовски; няма деца |
| Наталия Петровна   | 20 март 1713      | 27 май 1715    |                                                                                               |
| Маргарита Петровна | 19 септември 1714 | 7 юни 1715     |                                                                                               |
| Петър Петрович     | 15 ноември 1715   | 19 април 1719  |                                                                                               |
| Павел Петрович     | 13 януари 1717    | 14 януари 1717 |                                                                                               |
| Наталия Петровна   | 31 август 1718    | 15 март 1725   |                                                                                               |

## Години на управление
През 1724 г. Екатерина е официално провъзгласена за съвладетел.
Годината преди смъртта на Петър, отношенията им са били обтегнати поради подкрепата ѝ към Уилям Монс, брат на бившата любовница на Петър I – Анна. Монс е заемал поста на секретар при императрицата. Петър Велики се е борил през целия си живот в безнадеждната битка за премахването на корупцията в Русия. Екатерина I е имала голямо влияние върху него, чрез което е могла да спечели много. Уилям Монс и сестра му Матрьона, придворна дама на Екатерина, започват да злоупотребяват с доверието, което получават, опитвайки се да осигурят достъп на чужди интереси до Екатерина и чрез нея да им прокарат път към императора. Очевидно Екатерина I е пренебрегвала този детайл, понеже доверието ѝ към тях е било безрезервно. Петър Велики успява да ги разобличи, като Монс е бил екзекутиран, а сестра му Матрьона изпратена в изгнание. Той и Екатерина не поддържали контакт в продължение на месеци. Според слухове, тя и Монс са имали любовна връзка, но няма доказателства за това.
Петър Велики умира на 28 януари 1725 г. (стар стил) без да назове своя наследник. Екатерина I започва да представлява интересите на обикновените хора, които са придобили високи държавни позиции благодарение на своите умения, а не на знатното си потекло. Смяната в управлението вероятно се извършва в полза на утвърдените аристократи. Поради тази причина по време на срещата на Съвета, който трябва да вземе решение относно бъдещето, е бил организиран преврат от Меншиков.

## Оценка на управлението
Екатерина е първата жена, която управлява Руската империя, поставяйки началото на един век почти изцяло доминиран от жени, включително и дъщеря си Елисавета и Екатерина II, всяка от които продължава Великата политика на Петър Велики в модернизирането на Русия. Малко след смъртта на Петър, към руската армия, съставена от 130 000 мъже, се добавят още 100 000 казаци, което я прави най-голямата в Европа. Въпреки това, войните се оказват пагубни за руската икономика, като отнемат около 65% от годишните приходи на правителството. Тъй като по онова време страната е била в мир, Екатерина се заема с намаляването на разходите за армията. През повечето време от нейното управление тя е била контролирана от нейните съветници. Тази политика, налагана спрямо армията, води до освобождаване от данъци на обикновеното население, като това я превръща в справедлив и честен владетел.
Върховния Таен съвет концентрира цялата власт в ръцете на една партия, нещо съвсем ново за онова време. Във външните работи Русия се присъединява към Австро-испанската лига, за да защитава интересите на Холщайн, срещу Англия.
Екатерина дава името си на Екатеринхоф, дворец близо до Санкт Петербург, и построява първия мост в новата столица. Тя е и първият собственик на резиденцията Царское. Като цяло, политика на Екатерина I е била умерена и предпазлива.

## Смърт
Тя умира само две години след Петър, на 43-годишна възраст, в Санкт Петербург. Погребана е в Петропавловския събор. Предполага се, че смъртта ѝ е настъпила вследствие на белодробна недостатъчност.